# HMS Pathfinder (1904)
La HMS Pathfinder, prima nave da guerra della Royal Navy britannica a portare questo nome, è stata un incrociatore esploratore, primo della classe omonima. Costruita nei cantieri Cammell Laird di Birkenhead, venne impostata nell'agosto 1903, varata il 16 luglio 1904 ed entrò in servizio il 18 luglio 1905. Fu affondata all'inizio della prima guerra mondiale dal sottomarino tedesco U-21 comandato da Otto Hersing, diventando la prima nave ad essere mai affondata da un siluro lanciato da un sottomarino, mezzo secolo dopo l'impresa del sottomarino confederato Hunley contro l'Housatonic unionista.

## Servizio

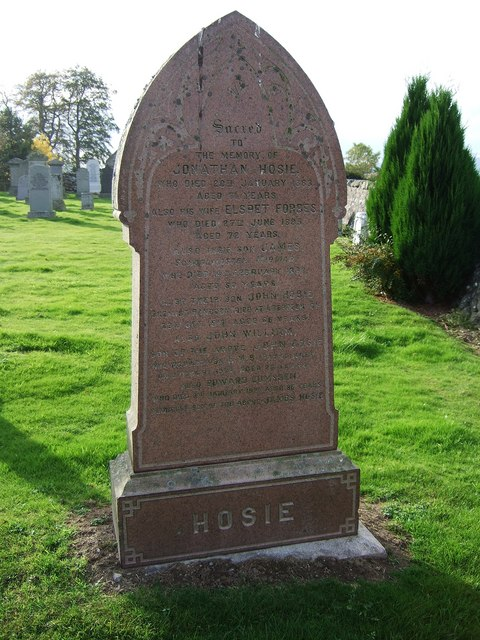
La lapide del cimitero di Old Kinnernie che ricorda John William Hosie, uno dei marinai del Pathfinder

La nave venne affondata dal sommergibile in agguato al largo, colpita da un unico siluro che fece detonare la santabarbara di prua, disintegrando la nave fino quasi al ponte di comando; senza governo e propulsione, la nave affondò rapidamente portando con sé la maggior parte dell'equipaggio. Di un equipaggio di quasi 350 persone si salvarono in 11, compreso il comandante Martin Leake.